# Bataille de Kunduz (2019)
Pour les articles homonymes, voir bataille de Kunduz.
Guerre d'Afghanistan
La bataille de Kunduz a lieu pendant la guerre d'Afghanistan.

## Déroulement
Le soir du 31 août 2019, vers 1 heure du matin, les talibans attaquent la ville de Kunduz en lançant plusieurs assauts simultanés,. Un kamikaze explose également pendant une conférence du porte-parole de la police de la ville, Sayed Sarwar Hussaini, qui trouve la mort ainsi qu'une dizaine de personnes. L'armée reçoit des renforts et bénéficie du soutien de frappes aériennes américaines,. L'AFP indique également que des responsables afghans, le général Scott Miller, le commandant des forces américaines et de l'OTAN en Afghanistan, se trouvent à Kunduz au moment de l'attaque. Dès le lendemain, l'armée afghane annonce avoir repoussé l'offensive.

## Pertes
L'après-midi du 1er septembre, le porte-parole du ministère afghan de l'Intérieur annonce que le bilan des combats est de 20 morts pour les membres des forces de sécurité, cinq du côté des civils et 56 chez les talibans. Il fait également état de 85 civils blessés.